# Gļebs Kļuškins
Gļebs Kļuškins (ur. 1 października 1992 w Rydze) – łotewski piłkarz, pomocnik. Od 2020 roku występuje w klubie FK Sūduva. Reprezentant Łotwy. 

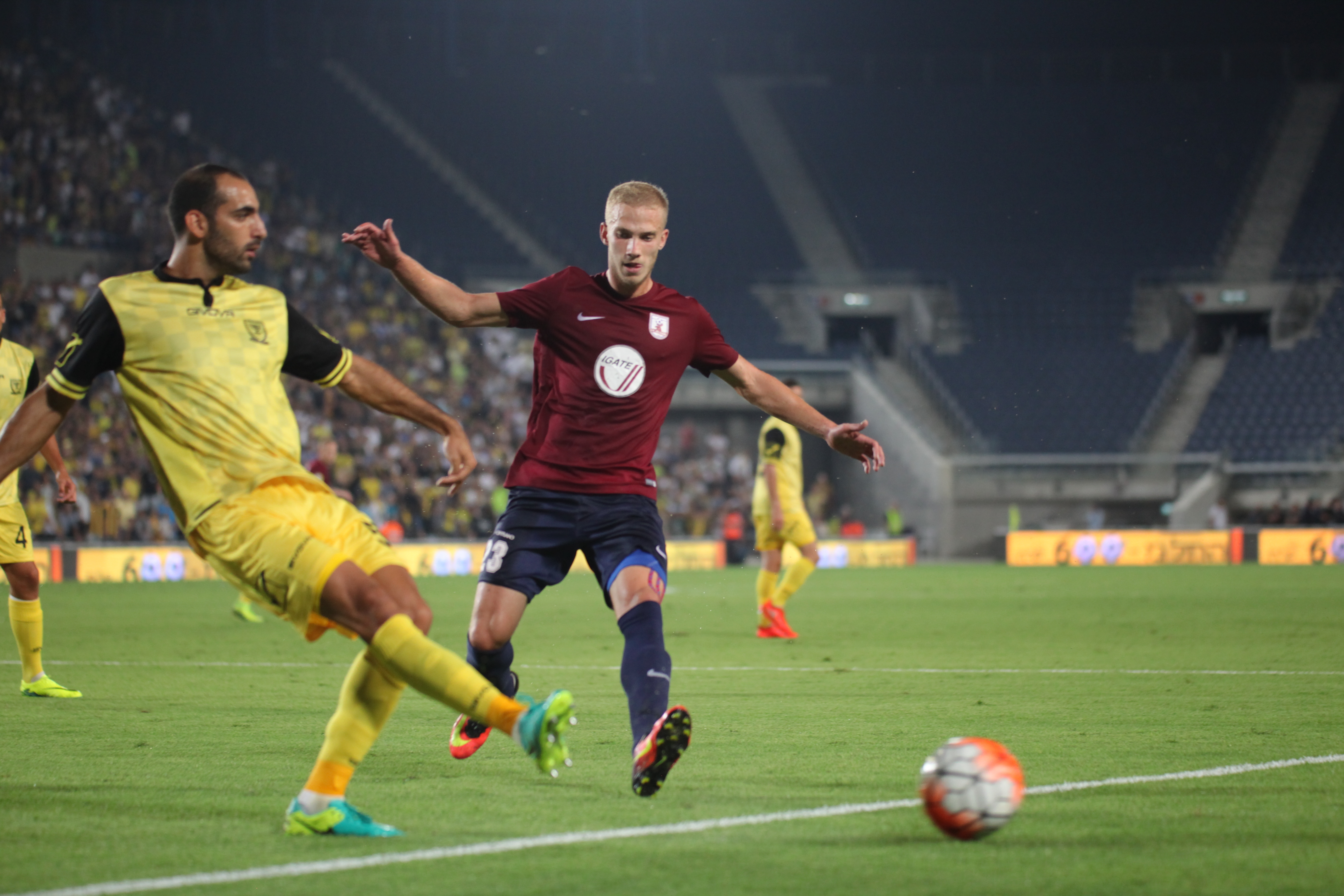
Kļuškins (z prawej) w barwach FK Jelgava w 2016 roku

## Reprezentacja
W pierwszej reprezentacji zadebiutował 24 maja 2013 roku w przegranym 1:3 towarzyskim meczu z Katarem, w którym wszedł jako rezerwowy na ostatnie 16 minut. Na kolejny występ czekał aż do 7 października 2016 roku, kiedy to znalazł się w wyjściowej jedenastce w spotkaniu eliminacji Mistrzostw Świata 2018 z Wyspami Owczymi, które zakończyło się porażką jego drużyny 0:2. Od tamtej pory regularnie występuje w wyjściowym składzie reprezentacji Łotwy.